# André Pereira (nadador)
André Linhares Pereira (Osório, 7 de dezembro de 1993) é um nadador olímpico brasileiro.

## Trajetória esportiva

### 2010–16
André Pereira iniciou sua carreira aos 9 anos de idade na Escola de Natação Peixinho Azul, em Osório, no Rio Grande do Sul. Aos 13 anos, em 2007, mudou-se para Porto Alegre para integrar a equipe do Grêmio Náutico União, onde se profissionalizou. Integrou a seleção brasileira em 2011 no Campeonato Mundial Júnior em Lima, no Peru (Campeonato Mundial Júnior de Natação), na qual obteve a 4ª colocação no revezamento 4x100 metros livre. Em 2013, obteve a 2ª colocação no Troféu José Finkel nos 200 metros livre. No ano de 2015, ficou na 3ª colocação no Troféu Maria Lenk nos 200 metros livre.

### Jogos Olímpicos de 2016
Representou o Brasil nos Jogos Olímpicos de Verão de 2016 no Rio de Janeiro, onde terminou em 15º no 4x200m livres.

### 2017–20
André integrou a equipe do Esporte Clube Pinheiros de 2017 a 2019, onde foi campeão do Troféu Maria Lenk 2017 nos 4x100 livres pelo ECP. Também foi campeão dos 4x200 livres no Troféu José Finkel 2017. Em 2018, no Troféu José Finkel, foi campeão, juntamente com a equipe do ECP dos 4x200 livres. Na última edição do Troféu José Finkel, em 2019, André sagrou-se novamente campeão da prova 4x100 livre, juntamente com sua equipe. Em 2020, mudou-se para a cidade de Santos para integrar a equipe da Unisanta (Universidade Santa Cecília).